# Hydropsyche vexa
Hydropsyche vexa là một loài Trichoptera trong họ Hydropsychidae. Chúng phân bố ở miền Tân bắc.